# Municipio Amatán
Koordinaten: 17° 22′ N, 92° 49′ W
Amatán ist ein Municipio im Norden des mexikanischen Bundesstaats Chiapas. Das Municipio liegt in der Sierra Madre de Chiapas. Das Municipio hat etwa 21.000 Einwohner und eine Fläche von 317 km². Verwaltungssitz und größter Ort ist das gleichnamige Amatán.
Der Name Amatán kommt aus dem Nahuatl und bedeutet Ort der Amatl-Bäume.

## Geographie
Das Municipio Amatán liegt im Norden des mexikanischen Bundesstaats Chiapas auf Höhen bis zu 2000 m. Es liegt zur Gänze in der physiographischen Provinz der Sierra Madre de Chiapas sowie gänzlich in der hydrologischen Region Grijalva-Usumacinta. Die Geologie des Municipios wird zu 50 % von Sandstein-Lutit bestimmt bei 48 % Kalkstein; vorherrschender Bodentyp ist Luvisol (76 %). Etwa 42 % der Gemeindefläche sind bewaldet, etwa 37 % dienen als Weidefläche sowie 16 % dem Ackerbau.
Das Municipio Amatán grenzt an die Municipios Huitiupán, Pueblo Nuevo Solistahuacán, Ixhuatán, Solosuchiapa, und Ixtapangajoya sowie an den Bundesstaat Tabasco.

## Bevölkerung
Beim Zensus 2010 wurden im Municipio 21.275 Menschen in 4.294 Wohneinheiten gezählt. Davon wurden 6.976 Personen als Sprecher einer indigenen Sprache registriert, davon 3.373 Sprecher der Tzeltal-Sprache und 2.794 Sprecher des Zoque. Gut 26 Prozent der Bevölkerung waren Analphabeten. 5.998 Einwohner wurden als Erwerbspersonen registriert, wovon ca. 95 % Männer bzw. 1,75 % arbeitslos waren. 54 % der Bevölkerung lebten in extremer Armut.

## Orte
Das Municipio Amatán umfasst 123 bewohnte localidades, von denen nur der Hauptort vom INEGI als urban klassifiziert ist. Zwei der Orte wiesen beim Zensus 2010 eine Einwohnerzahl von über 1000 auf, 72 Orte hatten weniger als 100 Einwohner. Die größten Orte sind:
| Ort                    | Einwohner |
| Amatán                 | 3947      |
| Reforma y Planada      | 1156      |
| San Antonio Tres Picos | 0929      |
| El Calvario            | 0851      |